# Mandylion

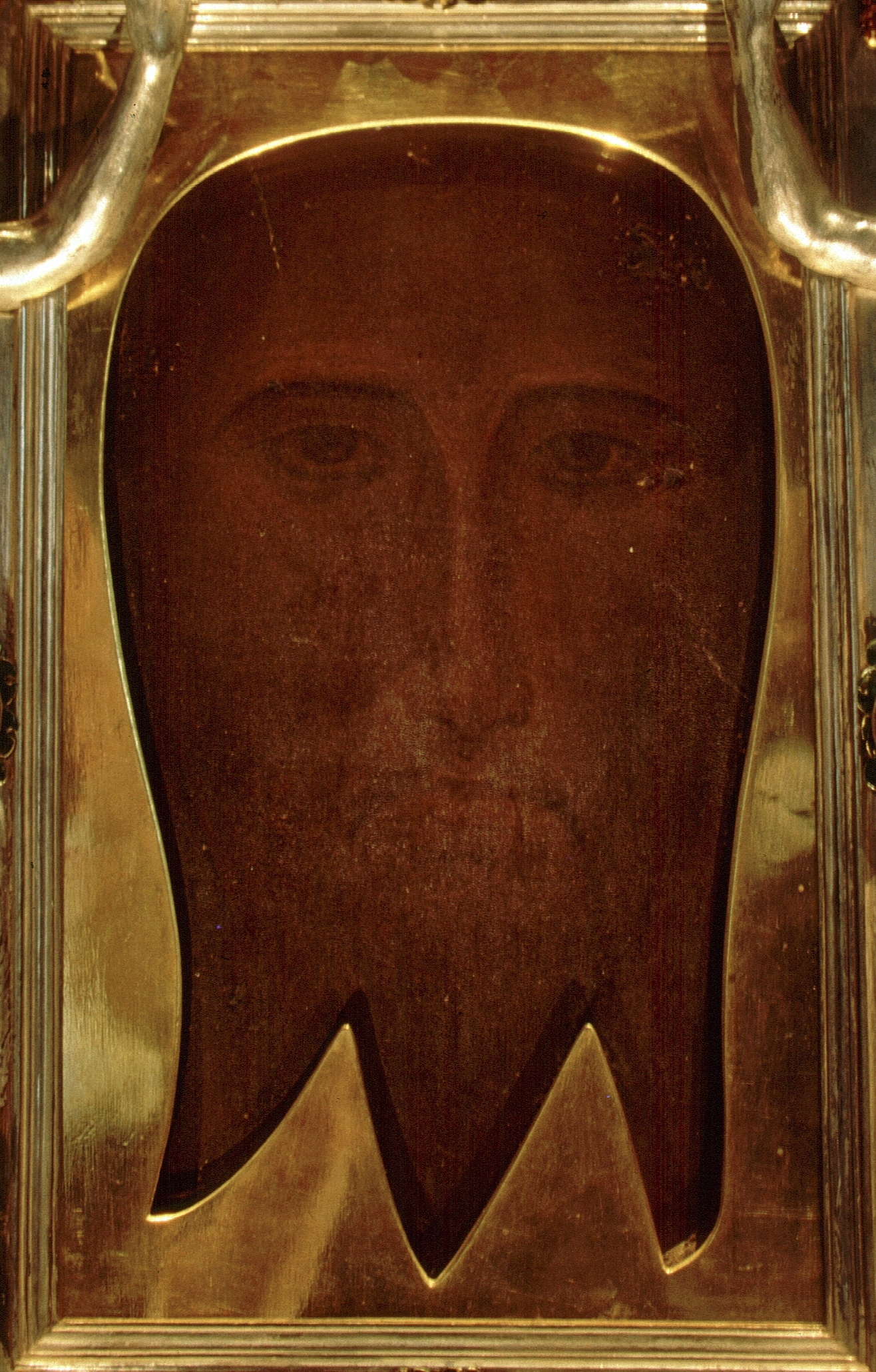
Az edessai mandylion a pápa privátkápolnájából. A fénykép a világkiállításon készült 2000-ben

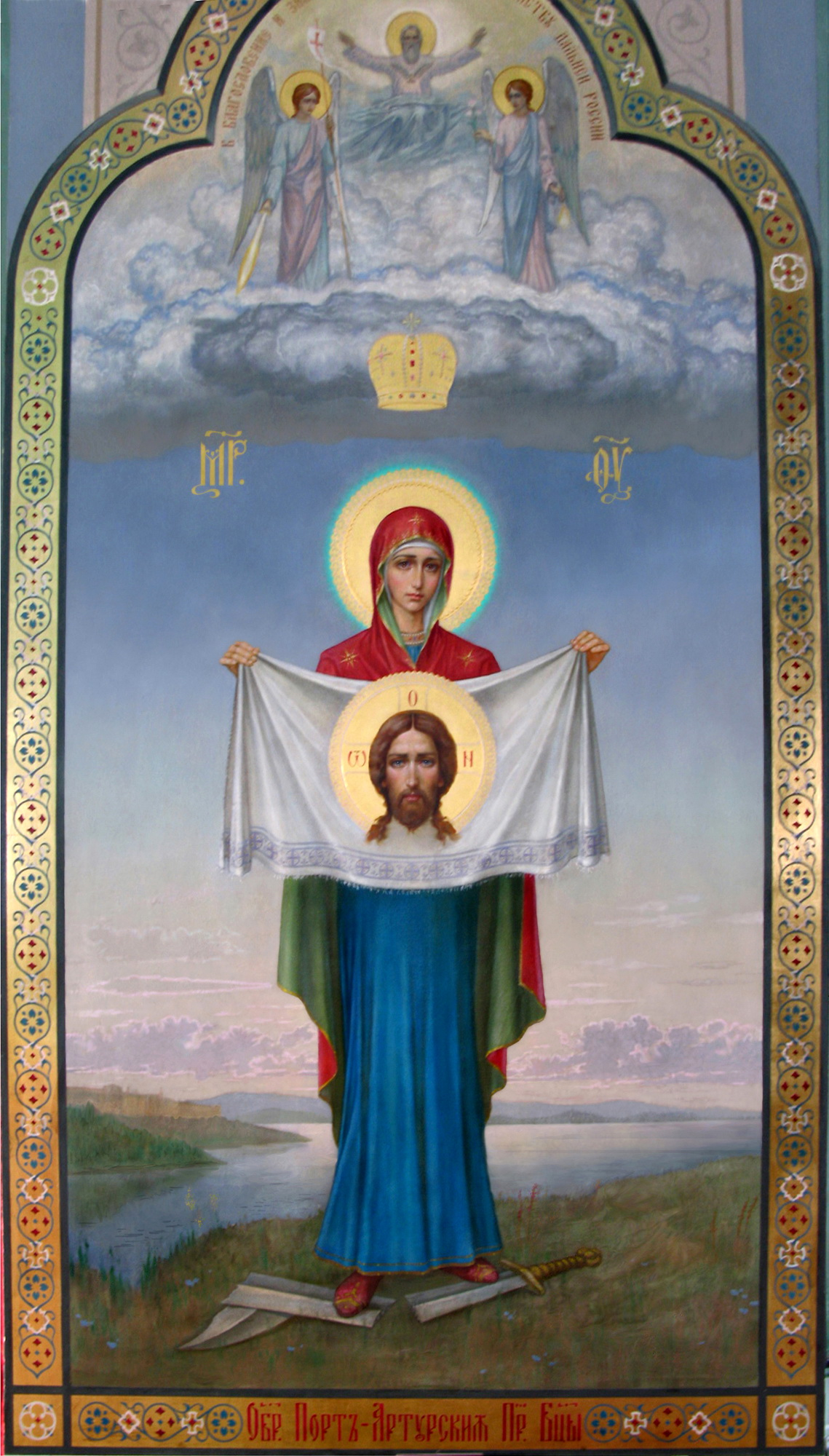
Szűz Mária a Mandylionnal

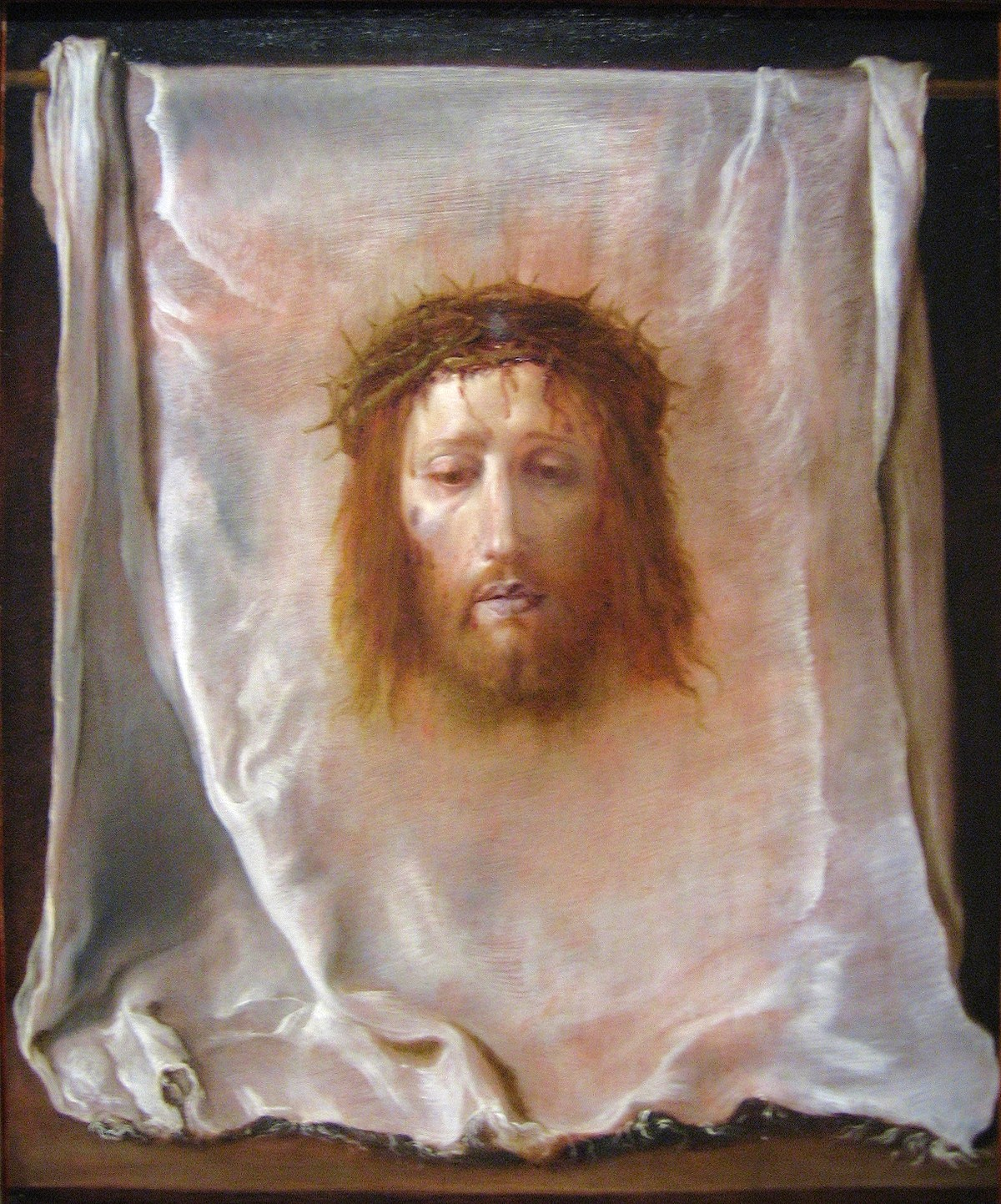
Domenico Fetti: Szent Veronika kendője

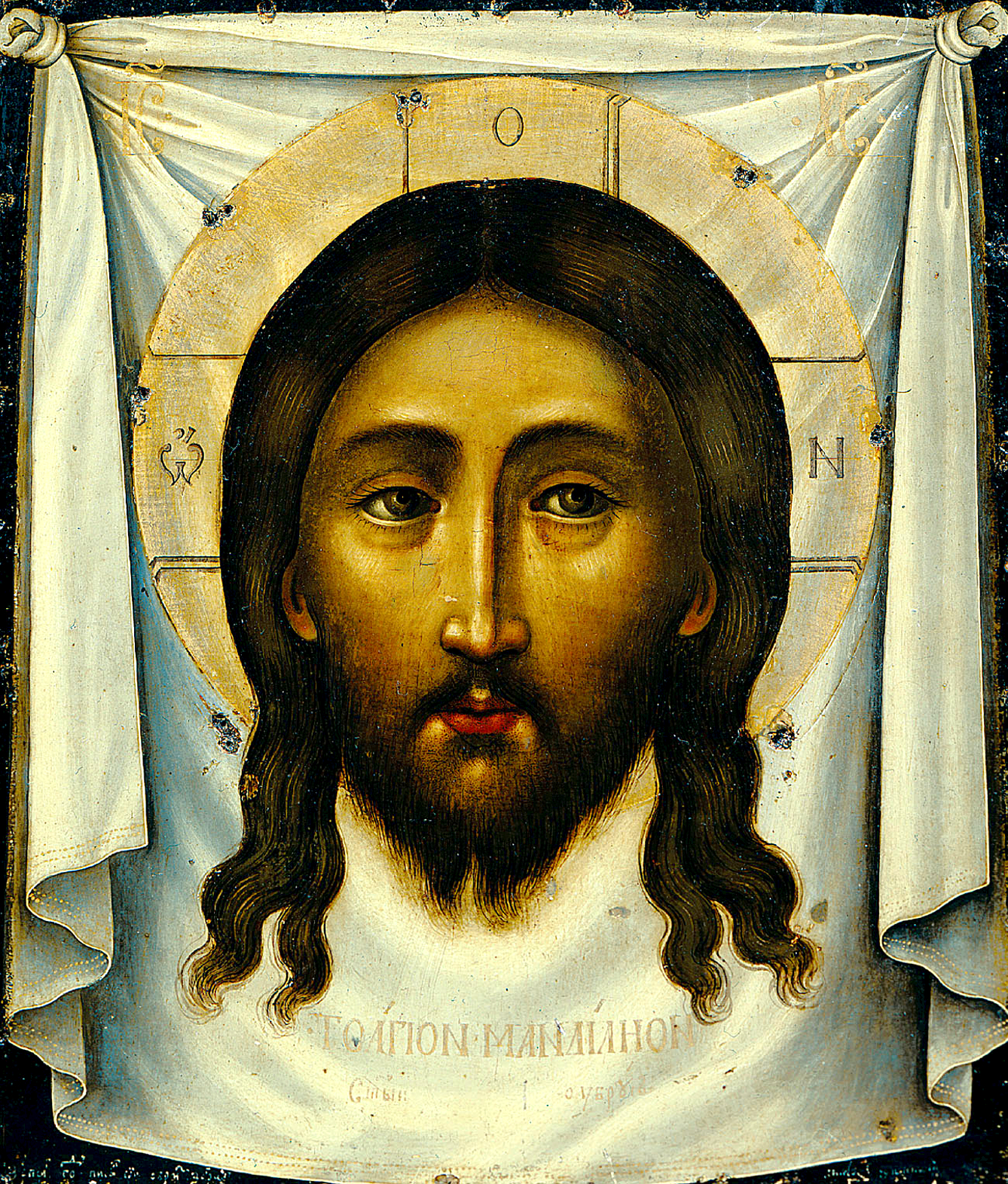
Szimon Fjodorovics Usakov: Mandylion (1658)

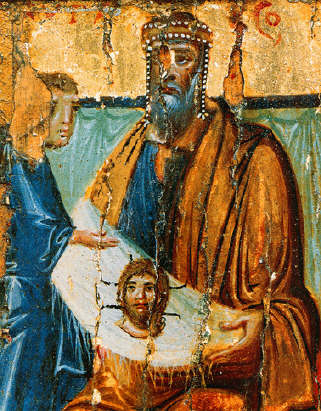
Abgar király a mandylionnal

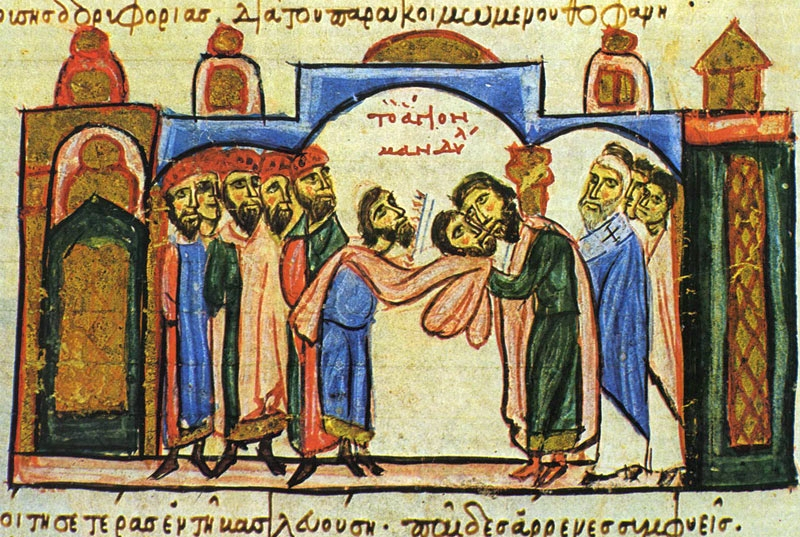
944. augusztus 15-én a Mandylion Konstantinápolyba került

A keresztény hagyomány úgy tanítja, hogy Jézus legkorábbi ábrázolása a Szent Mandylion (görögül Ἅγιον Μανδήλιον) ikon, egy akheiropoiéton, azaz nem emberi kéz által keletkezett mennyei eredetű Jézus kép. A szentek valóságát elsősorban ereklyéik jelentették, míg Krisztus valósága mellett – a Szentírás tanúságán túl – a róla készült kép állt ki. A Mandylion egyes történészek szerint Jézus halotti leple lehetett összehajtogatva és bekeretezve úgy, hogy csak az arc volt látható és hogy ez ugyanaz a lepel, mint a ma ismert a torinói lepel.

## Keresztény legendák
A keresztény hagyomány ismer több Szent Lukács evangélista által festett képről is, tudott égi eredetű, nem kézzel festett – akheiropoiétosz – ábrázolásokról, sőt, Jézus arcának mechanikus lenyomatairól is, ez utóbbiból származik a Mandülion nevű kendőkép ikontípusa. Szent Lukács, aki nemcsak orvos, hanem festő is volt, a hagyományok szerint mintegy 70 Szűz Mária képet festett, köztük a híres częstochowai Fekete Madonna ikont Jeruzsálemben a Szent Család ciprusfa asztalának deszkájára.
A Mandülion (az arab eredetű szó jelentése „asztalkendő”) eredetéről több legenda is született. A legelterjedtebb, hogy Veronika kendőjéről van szó. Ennek alapján értelmezték a középkorban a Veronika nevet úgy, mintha latin eredetű volna, a vera icon = valódi kép szavak összetételeként. Veronikát általában a Máté evangéliumában szereplő, vérfolyásából Jézus ruhájának érintése által kigyógyult asszonnyal azonosították, aki megtörölgette a kereszt alatt görnyedő Jézus véres, verítékes arcát, és kendőjén ott maradt annak lenyomata. Egy V. századi szíriai forrás nem Veronikához köti a Mandylion történetét, hanem a leprában szenvedő Abgar királyhoz.
Egy ókori legenda szerint az első "Szent Arc-"nak tartott ábrázolást Abgarus, Edessza királya kapta Jézustól, ami azután minden további ikon alapjává vált. Jézus Tádét küldte a királyhoz maga helyett egy rejtélyes vásznon található arcképpel, amitől Abgár meggyógyult és megtért Jézus tanítása szerint. A király későbbi halála után a leplet a városfalba a nyugati kapunál falazták be 57 körül, elrejtve fia elől, aki üldözte a városban a keresztényeket. Ezt Caesareai Euszebiosz püspök írta meg 325 körül a Historica Ecclesiastica című könyvében, de a legenda többféle változatban is fennmaradt.
Egy másik legenda szerint Abgar, Edessza királya gyógyíthatatlan betegséget kapott, és hallott Jézus csodáiról, gyógyításairól. A király elküldte írnokát, Ananiást Krisztushoz egy levéllel együtt, amelyben azt kéri Krisztustól, hogy jöjjön Edesszába, és gyógyítsa meg őt. Ananiás festő volt. Abgár megparancsolta neki, hogy ha a Megváltó nem tud eljönni, akkor fessen róla egy képet, és azt hozza el neki. Ananiás sűrű tömegtől körülvéve talált rá Krisztusra. Ráállt egy kőre, ahonnan Jézust jobban lehetett látni, és megpróbálta lefesteni őt. Mikor Jézus látta, hogy Ananiás arcképet akar róla készíteni, vizet kért, megmosakodott, kendővel megtörölte az arcát, és e kendőn megmaradt képmásának lenyomata.
Egy legendaváltozat szerint a király egy ismeretlen festőt kért meg, hogy menjen el a Szentföldre és fesse le Jézust. Azonban a festő képtelen volt a kérést teljesíteni, mivel elvakította Jézus arcának fényessége. Ehelyett Jézus megmosta az arcát, majd beletörölte a kendőbe, amelyen ott maradt a nyoma. Amikor a kendő visszatért Edesszába a leprában szenvedő Abgart is meggyógyította.
Egy 5. század elejéről származó írásban (Doctrine Addai, azaz Taddeus Aktái), egy ismeretlen szerző szerint Abgar fényes követséget küld Jézushoz, melynek tagja az edesszai udvari festő, Hannah is, aki Júdeában lefesti Jézust és ezt a képet királyának átadja. Ez a verzió nem annyira népszerű, mert egy zsidó művész munkája eredményeként jelöli meg a kép eredetét, de ez is elfogadott, mint egy gyengébb tradíció.
Ismeretes még, mint "Abgar-kép", vagy "Szent Arc" vagy "Edesszai Krisztuskép" vagy "Szent Mandylion" (görögül Άγιο Μανδήλιο) is. A mandylion egy akheiropoiéton, azaz nem emberkéz által keletkezett festmény. A hagyomány szerint a keresztet vivő Krisztushoz odaszaladt egy asszony, és arcáról letörölte egy kendővel a véres verítéket, aminek nyomán a kendő megőrizte a Megváltó arcának képét. Ennek az asszonynak a Veronika nevet adták. A Veronika név latin és görög szavak egyesítéséből származik: veraeikon = „valódi kép”. Ezt az eseményt örökíti meg a katolikus egyházban gyakorolt Keresztút ájtatosság hatodik állomása is. Az evangéliumok nem beszélnek Veronikáról, alakja egy VI. századi apokrif iratban tűnik fel.) A kendőt azonosítják a Mandylionnal. Az eredeti ábrázolás az elbeszélés szerint nem ikon, hanem egy vászon volt, amiről Jézus arclenyomatát át lehetett másolni más hordozóanyagokra.

## Jézus arca
Krisztus arca szemből, a nyak és a vállak nélkül jelenik meg egy kendőn. Haja középen el van választva, mindkét oldalon a válláig ér. Szakálla (gyakran kétfelé osztott), a középen elválasztott hajnak néhány tincse a homlokába hullik. Még jellemző jegyei a vízszintes homlokbarázda, hosszú orrnyereg, V alakú barázdával a felső részén, hangsúlyozott arccsont, keresztirányú vonal a nyakon.

## A Mandylion története
525-ben Edesszát árvíz öntötte el és sokan vesztették életüket. Csaknem minden épület elpusztult. A város újjáépítésekor megtalálták a Jézus arcmását őrző leplet a nyugati kapu egyik felső részében. Jelentőségét nem ismerték fel, de azt mondták, hogy a rajta lévő kép nem emberi kéz alkotása.
544-ben Szent Mandylionnak kezdték nevezni. 944. augusztus 15-én a Mandylion Konstantinápolyba került. A 7-10. században számtalan másolat készült az eredetinek tartott Jézus arcmásról, a Szent Mandylionokat aranyba, ezüstbe foglalva elküldték sok-sok templomba és kolostorba. Az eredeti Abgarnak küldött képmást a 10. század körül Bizáncba vitték, ahol nagy becsben tartották. A kép a negyedik keresztes hadjárat után 1204 körül IX. Lajos francia király birtokába került, aki a képet a párizsi Sainte Chapell templomban helyezte el. Ebből a székesegyházból azonban örökre eltűnt a francia forradalom alatt.

## Külső hivatkozások
- A British Museumban Jézus egyik legkorábbi ábrázolása
- Hamarosan újra látható Jézus legkorábbi ábrázolása Archiválva 2011. december 27-i dátummal a Wayback Machine-ben
- A manoppelloi lepel története
- A Mandylion/ a Veronika kendő Kárpát-medencei elterjedéséről több információ olvasható: http://veronikaigazikepmas.blogspot.com/